# Iulius Valens Licinianus
Iulius Valens Licinianus war im Jahr 250 römischer Gegenkaiser.
Licinianus hatte möglicherweise die Rückendeckung des römischen Senats und eines Teils der Bevölkerung, als er sich im Jahr 250 in Rom zum Kaiser ausrufen ließ; manche Forscher datieren seine Usurpation auch in das Jahr 251. Licinianus wurde aber bereits wenige Tage nach seiner Erhebung getötet.